# 第57独立自動車化歩兵旅団 (ウクライナ陸軍)
第57独立自動車化歩兵旅団（だい57どくりつじどうしゃかほへいりょだん、ウクライナ語: 57-ма окрема мотопіхотна бригада、略称：57 ОМПБр）は、ウクライナ陸軍の旅団。第16軍団隷下で、ヘルソン州のノヴァ・カホウカに旅団司令部を置く。

## 概要

### ドンバス戦争
2014年10月8日、ドンバス戦争の影響に伴い、ウクライナ領土防衛大隊の第17キロヴォフラード領土防衛大隊（第17独立自動車化歩兵大隊に改称）、第34祖国領土防衛大隊（第34独立自動車化歩兵大隊に改称）、第42ルフ・オポル領土防衛大隊（第42独立自動車化歩兵大隊に改称）を基幹にキロヴォフラード州キロヴォフラードで創設された。
2014年11月、ドンバス戦争に投入され、東部ドネツィク州に配備された。
2018年5月、ヘルソン州ノヴァ・カホウカに移駐した。
2019年5月6日、ペトロ・ポロシェンコ大統領から、名誉称号「コスト・ホルディエンコ」を授与された。

## ギャラリー

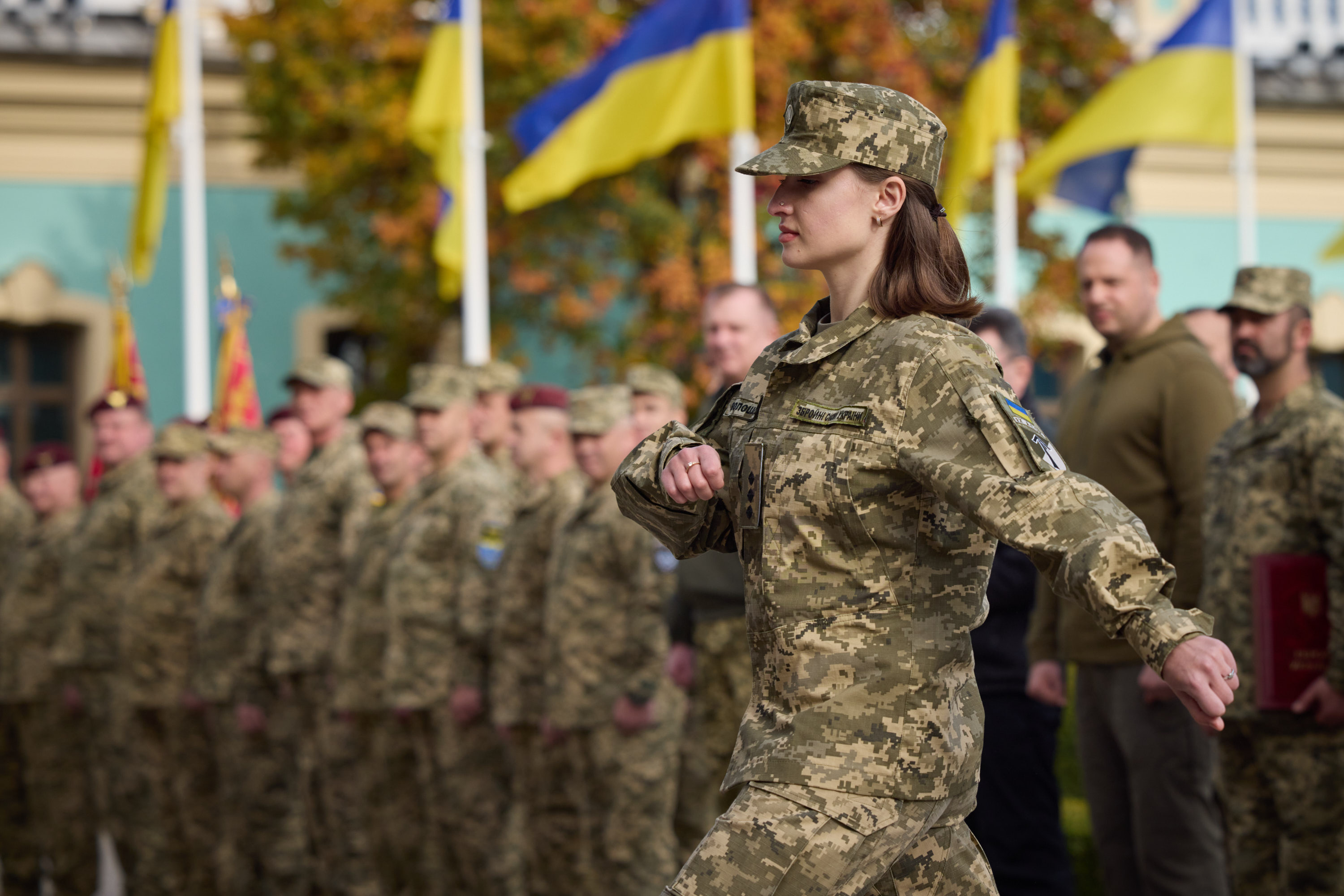
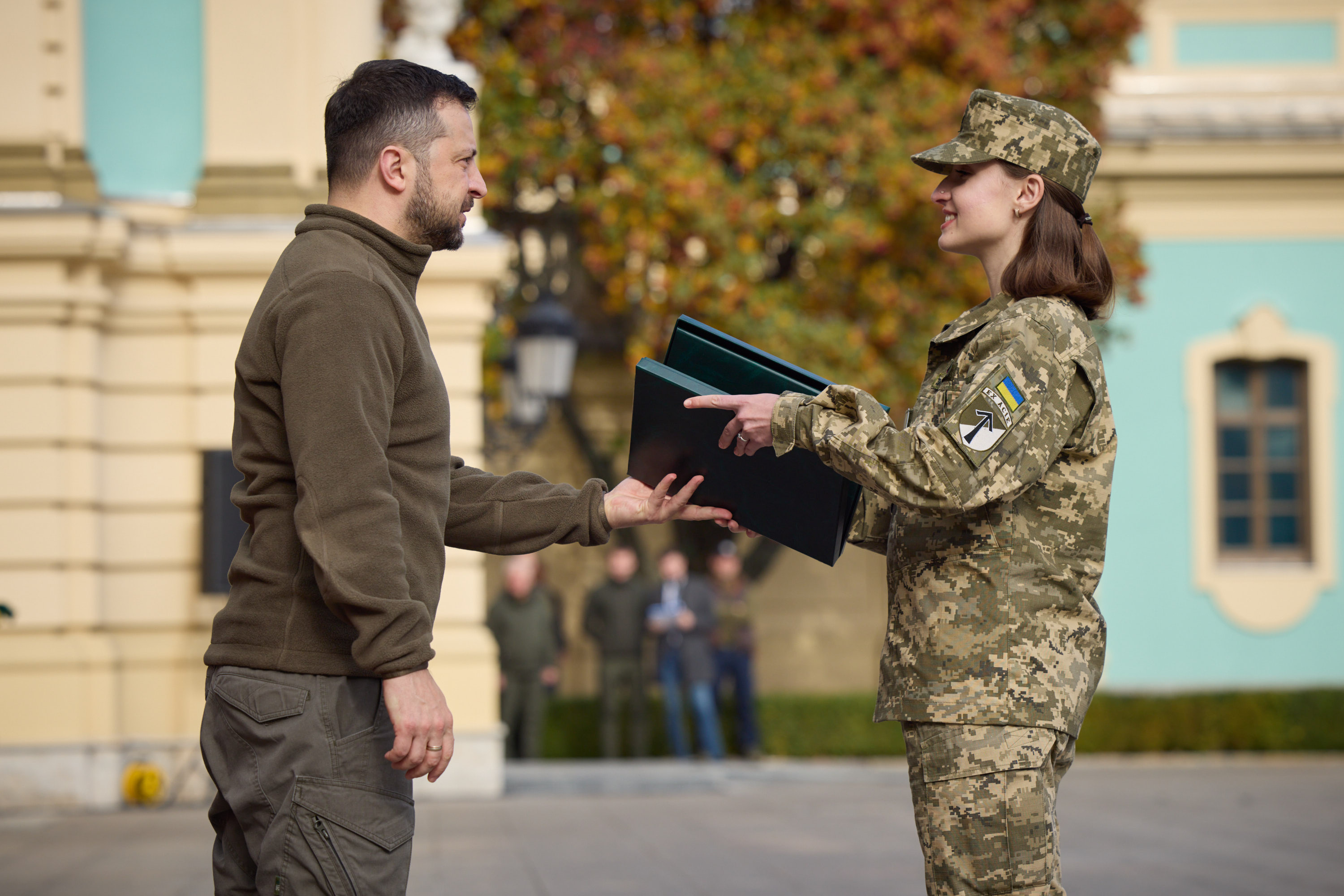
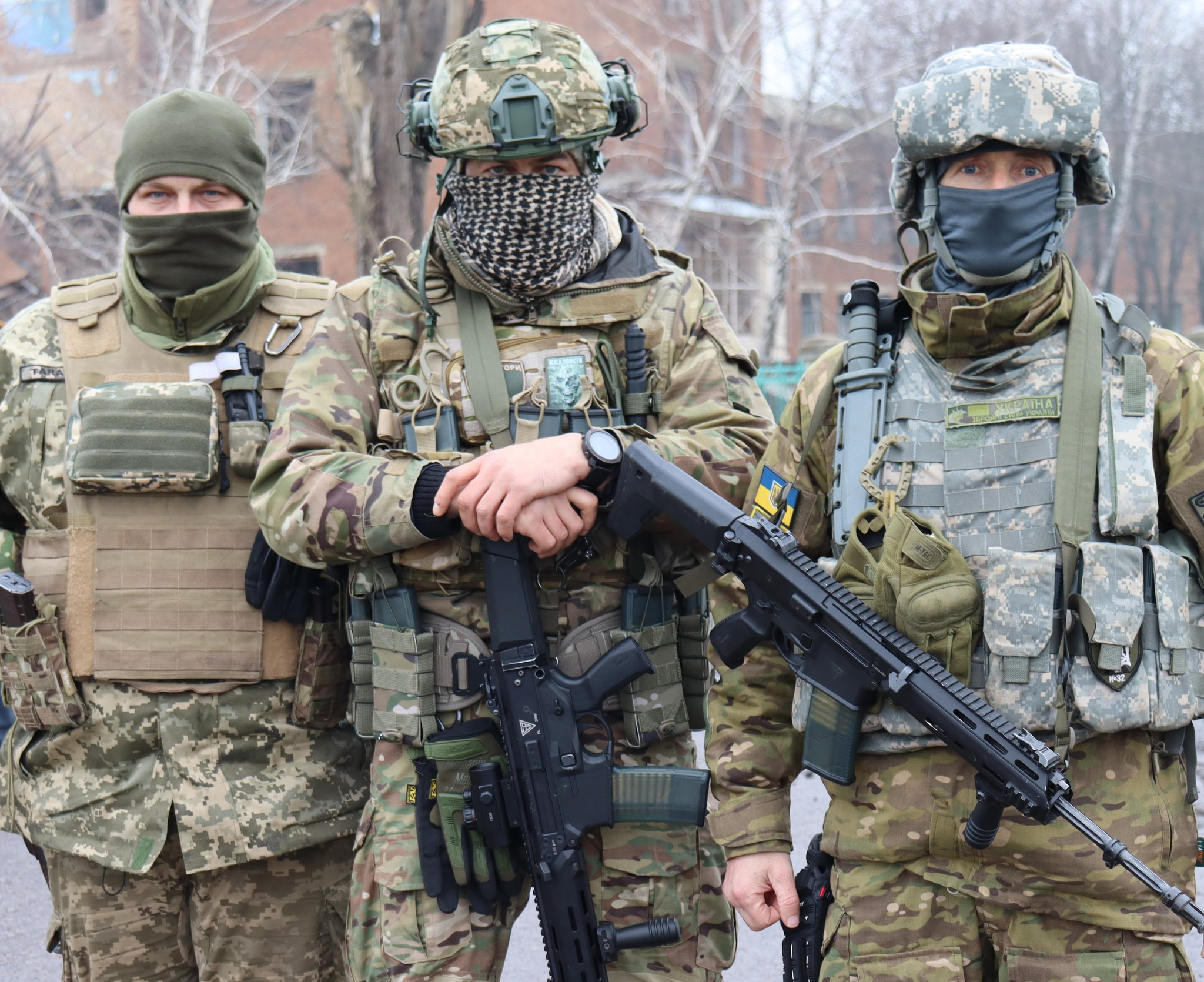

### ロシアのウクライナ侵攻

#### 東部・セベロドネツク戦線
2022年2月24日、ロシアのウクライナ侵攻では、ルガンスク人民共和国と接する東部ルハーンシク州セヴェロドネツィク地区に配備され、6月に第2親衛軍団、第5諸兵科連合軍、第8親衛諸兵科連合軍、第58諸兵科連合軍、第1軍団、第90親衛戦車師団の攻勢でヒルスケを防御していた第42独立自動車化歩兵大隊、旅団砲兵群が投降したとロシア国防省が発表し、7月上旬までにセヴェロドネツィク、リシチャンシクが陥落してロシア軍はルハーンシク州全域を占領した。

#### 東部・北ドネツク戦線
2022年4月、兵力を2分して東部ドネツィク州クラマトルシク地区に配備され、5月までスラヴャンスク、リマンを防御した。
2022年9月24日、ウォロディミル・ゼレンスキー大統領から、勇気と勇敢さに対する栄誉賞を授与された。

#### 南部・ヘルソン戦線
2022年9月、南部ヘルソン州ベリスラフ地区に再配置されて攻勢を開始し、11月中旬にベリスラフ、ヘルソンを解放してロシア軍はドニエプル川西岸から撤退した。第42独立自動車化歩兵大隊が解放したラキフカ村では住民投票が実施され、賛成100％でウクライナへの再併合が決定した。

#### 東部・バフムート戦線
2022年12月、激戦地の東部ドネツィク州バフムート地区に再配置され、バフムート市を防御したが2023年5月に陥落した。

#### 東部・スヴァトヴェ-クレミンナ戦線
2023年10月、北東部ハルキウ州クプヤンシク地区に再配置され、クプヤンシクを防御した。

#### 北東部・ハルキウ戦線
2024年5月、ロシアと国境を接する北東部ハルキウ州チュフイウ地区に再配置され、友軍の救援でヴォウチャンシクに展開した。

## 編制
- 旅団司令部（ノヴァ・カホウカ）
- 第17独立自動車化歩兵大隊（ゼレニー・ピド（英語版））
- 第34独立自動車化歩兵大隊（ノヴォ・レクシーウカ（英語版））
- 第42独立自動車化歩兵大隊（ゼレニー・ピド）
- 戦車大隊 - T-64BV（ウクライナ語版）
- 第117独立強襲大隊
- 第420独立小銃大隊
- 旅団砲兵群
  - 本部中隊
  - 榴弾砲大隊
  - 対戦車砲大隊
- 防空大隊

- 工兵大隊
- 整備大隊
- 兵站大隊
- 偵察中隊
- 通信中隊
- レーダー中隊
- NBC防護中隊
- 衛生中隊

編制は上記のとおりとなる。

## 2017年編制
- 旅団司令部（クロピヴニツキー）
- 第17独立自動車化歩兵大隊（クロピヴニツキー）
- 第34独立自動車化歩兵大隊（クロピヴニツキー）
- 第42独立自動車化歩兵大隊（クロピヴニツキー）
- 旅団砲兵群
  - 本部中隊
  - 榴弾砲大隊
  - 対戦車砲大隊
- 防空大隊
- 戦車中隊

- 偵察中隊
- 工兵中隊
- 整備中隊
- 兵站中隊
- 通信中隊
- 衛生中隊
- 狙撃小隊